# Geosfera
Geosfera (z gr. γῆ gē „ziemia”, σφαῖρα sphaîra „kula”) – każda z kilku umownych, koncentrycznych warstw, wchodzących w skład kuli ziemskiej. 
Geosferami są:
- jądro Ziemi
- płaszcz Ziemi
- litosfera, w niej skorupa ziemska, a w niej pedosfera

oraz przenikające je
- hydrosfera
- biosfera
- atmosfera

Geosfery dzielą się na cieńsze powłoki.
Przedmiotem badań geografii jest powłoka ziemska, krajobrazowa – przestrzeń, w której oddziałują na siebie litosfera, hydrosfera, atmosfera i biosfera wraz z tak aktywnym czynnikiem, jakim jest człowiek.
Niekiedy magnetosferę także zalicza się do geosfer.